# Celtic Cup 2002 (Hockey)
Der Celtic Cup ist ein Feldhockeyturnier für Herren- und Damennationalmannschaften. 2002 fanden das zweite Damen- und das dritte Herrenturnier statt. Die Turniere fanden vom 31. Mai bis 3. Juni in Cardiff statt. Bei den Herren gewannen die Iren, bei den Damen die Schottinnen das Turnier. 

## Männer

### Teilnehmer
- Frankreich
- Irland
- Schottland
- Wales

| Datum – Uhrzeit | Team 1     | Team 2     | Ergebnis |
| --------------- | ---------- | ---------- | -------- |
| 31. Mai         | Wales      | Irland     | 1:3      |
| 1. Juni         | Irland     | Schottland | 3:2      |
| 2. Juni         | Frankreich | Irland     | 1:2      |
| 1. Juni         | Wales      | Frankreich | 1:1      |
| 2. Juni         | Schottland | Wales      | 2:2      |
| 3. Juni         | Frankreich | Schottland | 5:4      |

Tabelle
| Rang | Land       | Spiele | Tore | Differenz | Punkte |
| ---- | ---------- | ------ | ---- | --------- | ------ |
| 1    | Irland     | 3      | 8:4  | +4        | 9      |
| 2    | Frankreich | 3      | 7:7  | +5        | 4      |
| 3    | Wales      | 3      | 4:6  | −2        | 2      |
| 4    | Schottland | 3      | 8:10 | −2        | 1      |

## Frauen

### Teilnehmer
- Frankreich
- Irland
- Schottland
- Wales

| Datum – Uhrzeit | Team 1     | Team 2     | Ergebnis |
| --------------- | ---------- | ---------- | -------- |
| 1. Juni         | Irland     | Frankreich | 0:0      |
|                 | Schottland | Wales      | 3:2      |
| 2. Juni         | Wales      | Irland     | 1:4      |
|                 | Schottland | Frankreich | 2:0      |
| 3. Juni         | Frankreich | Wales      | 2:0      |
|                 | Schottland | Irland     | 3:2      |

Tabelle
| Rang | Land       | Spiele | Tore | Differenz | Punkte |
| ---- | ---------- | ------ | ---- | --------- | ------ |
| 1    | Schottland | 3      | 8:4  | +4        | 9      |
| 2    | Irland     | 3      | 6:4  | +2        | 4      |
| 3    | Frankreich | 3      | 2:2  | 0         | 3      |
| 4    | Wales      | 3      | 3:9  | −6        | 0      |